# Whom the Gods Destroy
Whom the Gods Destroy is een Amerikaanse dramafilm uit 1934 onder regie van Walter Lang. De film werd destijds in Nederland uitgebracht onder de titel Schipbreukelingen des levens.

## Verhaal
John Forrester is een succesvolle theaterproducent op Broadway. Hij reist per schip naar Groot-Brittannië om er een voorstelling op poten te zetten. Wanneer het schip vergaat, redt hij verschillende levens. Zijn plek in een reddingssloep verkrijgt hij echter door zich als vrouw te vermommen. Bij zijn thuiskomst ontdekt hij dat iedereen gelooft dat hij een heldendood is gestorven. Hij is bang dat het hele dorp de gênante waarheid zal achterhalen door zijn terugkeer. 

## Rolverdeling
| Acteur          | Personage                |
| --------------- | ------------------------ |
| Walter Connolly | John Forrester           |
| Robert Young    | Jack Forrester           |
| Doris Kenyon    | Margaret Forrester       |
| Macon Jones     | Jack Forrester (14 jaar) |
| Scotty Beckett  | Jack Forrester (4 jaar)  |
| Rollo Lloyd     | Henry Braverman          |
| Maidel Turner   | Henrietta Crosland       |
| Henry Kolker    | Carlo                    |
| George Humbert  | Niccoli                  |
| Hugh Huntley    | Jamison                  |
| Hobart Bosworth | Alec Klein               |
| Gilbert Emery   | Professor Weaver         |
| Akim Tamiroff   | Peter Korotoff           |